# خوان نيفيس
خوان نيفيس (بالإنجليزية: Juan Nieves)‏ هو مدرب كرة القاعدة ‏ أمريكي، ولد في 5 يناير 1965 في سانتورس ‏ في الولايات المتحدة.

## وصلات خارجية
- خوان نيفيس على موقع دوري كرة القاعدة الرئيسي (الإنجليزية)
- خوان نيفيس على موقعبيزبول رفرنس.كوم (الدوري الرئيسي) (الإنجليزية)
- خوان نيفيس على موقعبيزبول رفرنس.كوم (الدوري الثانوي) (الإنجليزية)
- خوان نيفيس على موقع جمعية أبحاث البيسبول الأمريكية (الإنجليزية)
- خوان نيفيس على موقع إي إس بي إن.كوم (أم.أل.بي) (الإنجليزية)
- خوان نيفيس على موقع مشجعي الرسوم البيانية (الإنجليزية)